# Ravello (Rescaldina)
Ravello (Ravell in dialetto legnanese) è un rione del comune di Rescaldina, nella città metropolitana di Milano in Lombardia.

## Storia
Dall'epoca romana e nel medioevo, proseguì lo sviluppo del territorio dell'Altomilanese. Ravello, Rescaldina e Rescalda si svilupparono progressivamente come tre borghi limitrofi.
Il catasto teresiano definiva nel 1730 l'assetto del territorio di Rescaldina, per la maggior parte ancora suddiviso e posseduto da nobili, con i Melzi che nei primi dell'Ottocento divennero proprietari di tutti i terreni agricoli di Ravello, compreso il santuario.

## Monumenti e luoghi d'interesse

### Architetture religiose

#### Santuario della Madonna della Neve
Nella frazione di Ravello si trova il santuario della Madonna della Neve, progettato dall'architetto Vico Magistretti. I lavori di costruzione sono iniziati nel 1957 e si sono conclusi nel 1959; al suo interno si trova un affresco rinascimentale staccato dalla preesistente cappelletta votiva, abbattuta per far posto alla nuova costruzione. Nel santuario non viene celebrata messa, e viene utilizzato per la celebrazione di festività o eventi specifici.

### Architetture civili

#### Complesso residenziale via della Repubblica
Il complesso residenziale di via della Repubblica, noto anche come Vecchio nucleo è una delld più grandi abitazioni a corte del territorio rescaldinese e una delle più antiche, essendo stato edificato intorno al primo quarto del XVIII secolo. Nato probabilmente come corte agricola, nei primi anni 2010 il fabbricato è stato dichiarato inagibile.

### Aree Naturali

#### Bosco della Pace

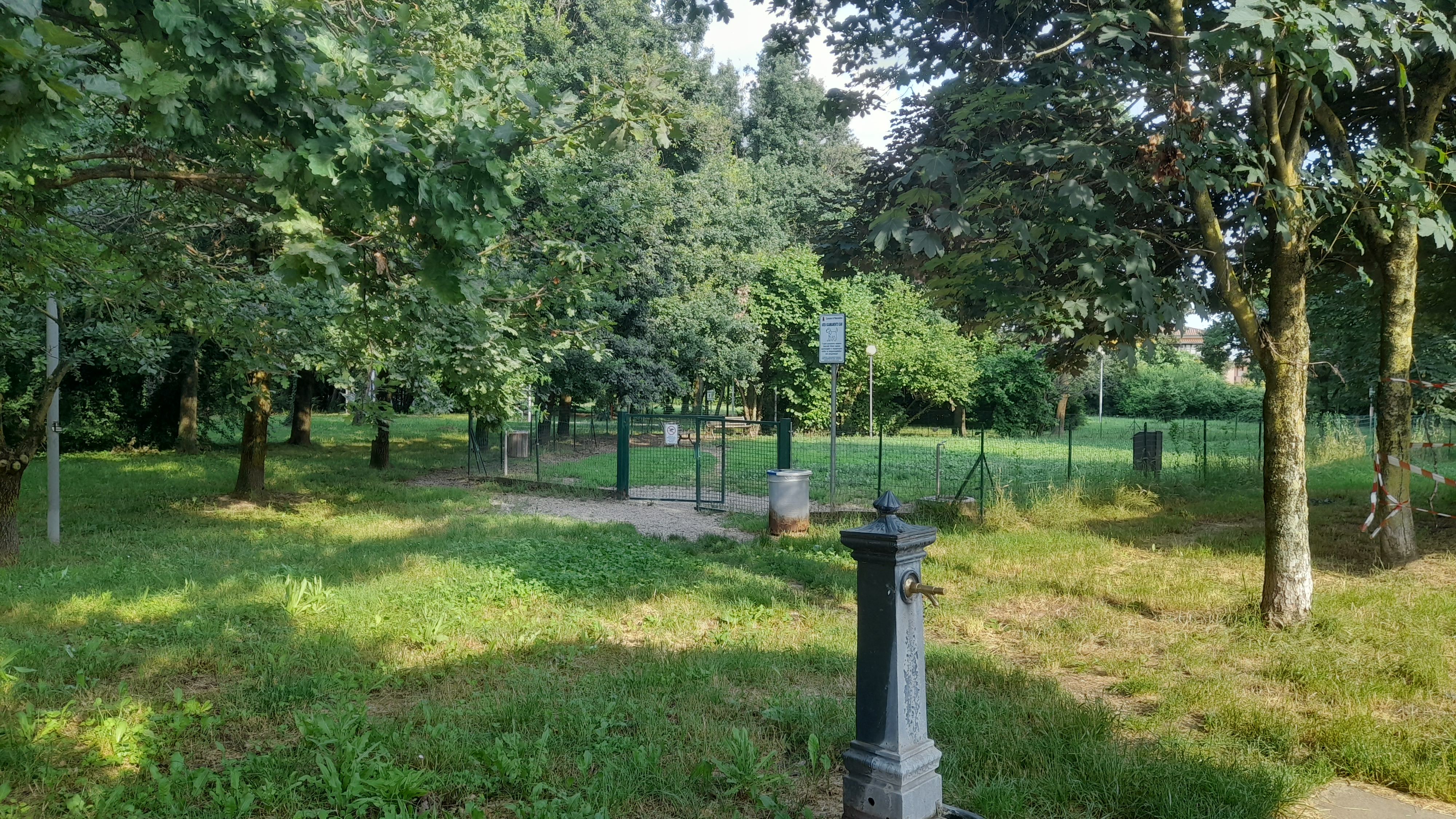

Vicino alla stazione, è presente il Parco Bosco della Pace, un parco pubblico inaugurato nel 2016.
Si estende su una superficie di quasi 1,7 ettari, con ingressi da via Alcide De Gasperi, via dei Caduti di Nassirya e Piazzale dei Donatori. Presenta un basso dislivello altimetrico ed è suddiviso in due settori principali: 
- l'area cani, recintata e didicata allo svago degli amici a quattro zampe con fontanella e casa dell'acqua.;
- l'area fitness nella porzione ad ovest del parco, dedicata alle attività ginniche.

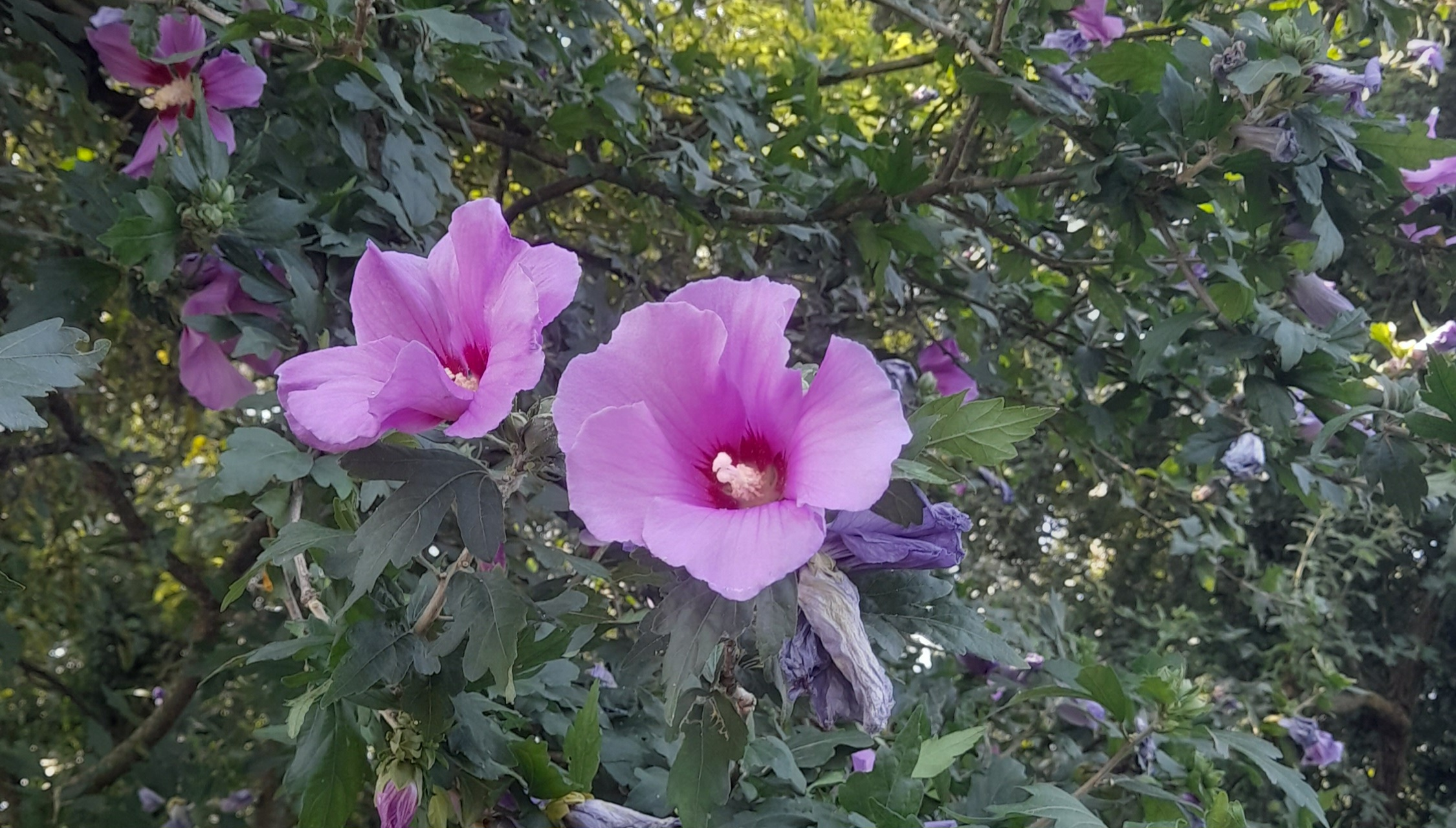
Un esemplare di Ibisco Cinese nel parco

Nel parco è presente una grande varietà di specie vegetali, tra le quali Quercus cerris, avvolte al tronco da una spessa catena di edere rampicante. A nord del parco troviamo alcuni esemplari di abete del Colorado, posati in seguito alla riqualificazione della zona nel 2018. Mentre, in prossimità alla zona dedicata all'area sgambamento, troviamo alcune piante di nocciolo e cespugli di biancospino. Nella vegetazione, è possibile trovare anche arbusti di Giglio e alberi di Tiglio nostrano.

## Cultura

### Eventi
La contrada di Ravello, avente come colori sociali il bianco e l'azzurro, partecipa annualmente al Palio di Rescaldina, una rievocazione storica delle vicende raccontate da Tommaso Grossi nel romanzo Marco Visconti.

## Infrastrutture e trasporti

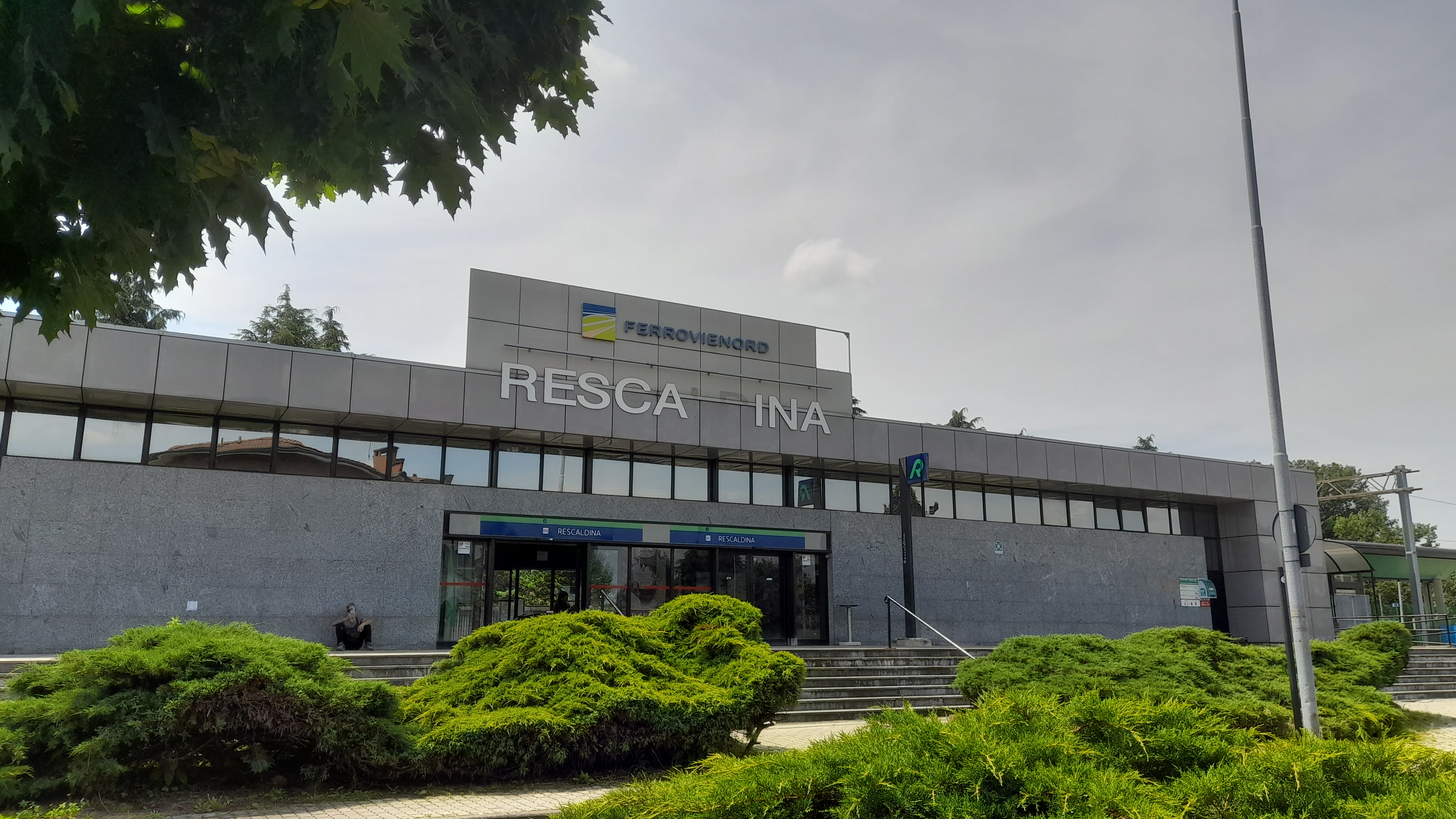

Nella frazione rescaldinese è presente la stazione di Rescaldina, gestita dal 1890 dalle Ferrovie Nord Milano (poi confluite in Trenord), che collega Rescaldina direttamente all'aeroporto di Milano Malpensa. La nuova stazione è stata inaugurata nel 1990.